# T-Mobile Polska

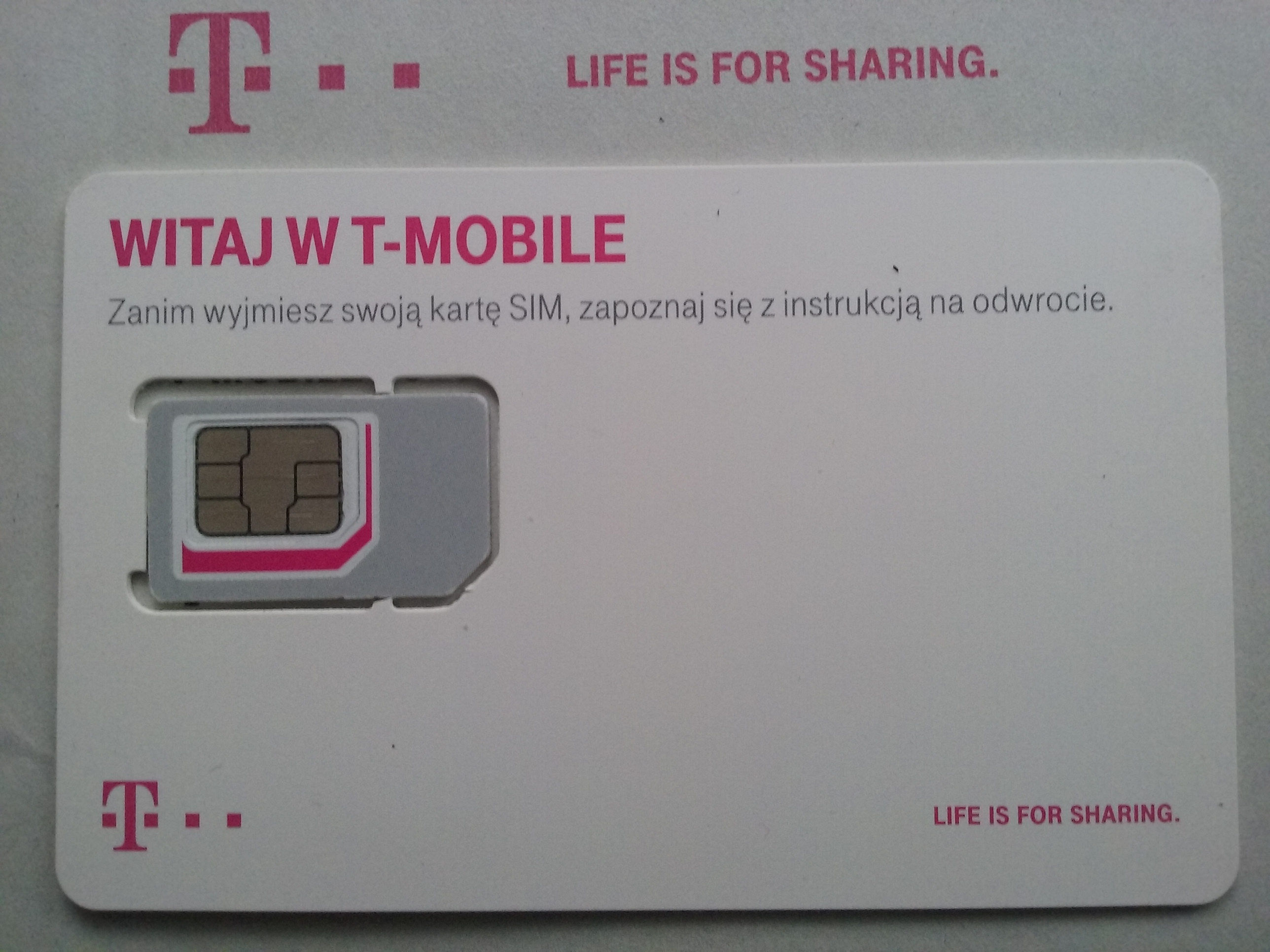
Karta SIM T–Mobile w Polsce

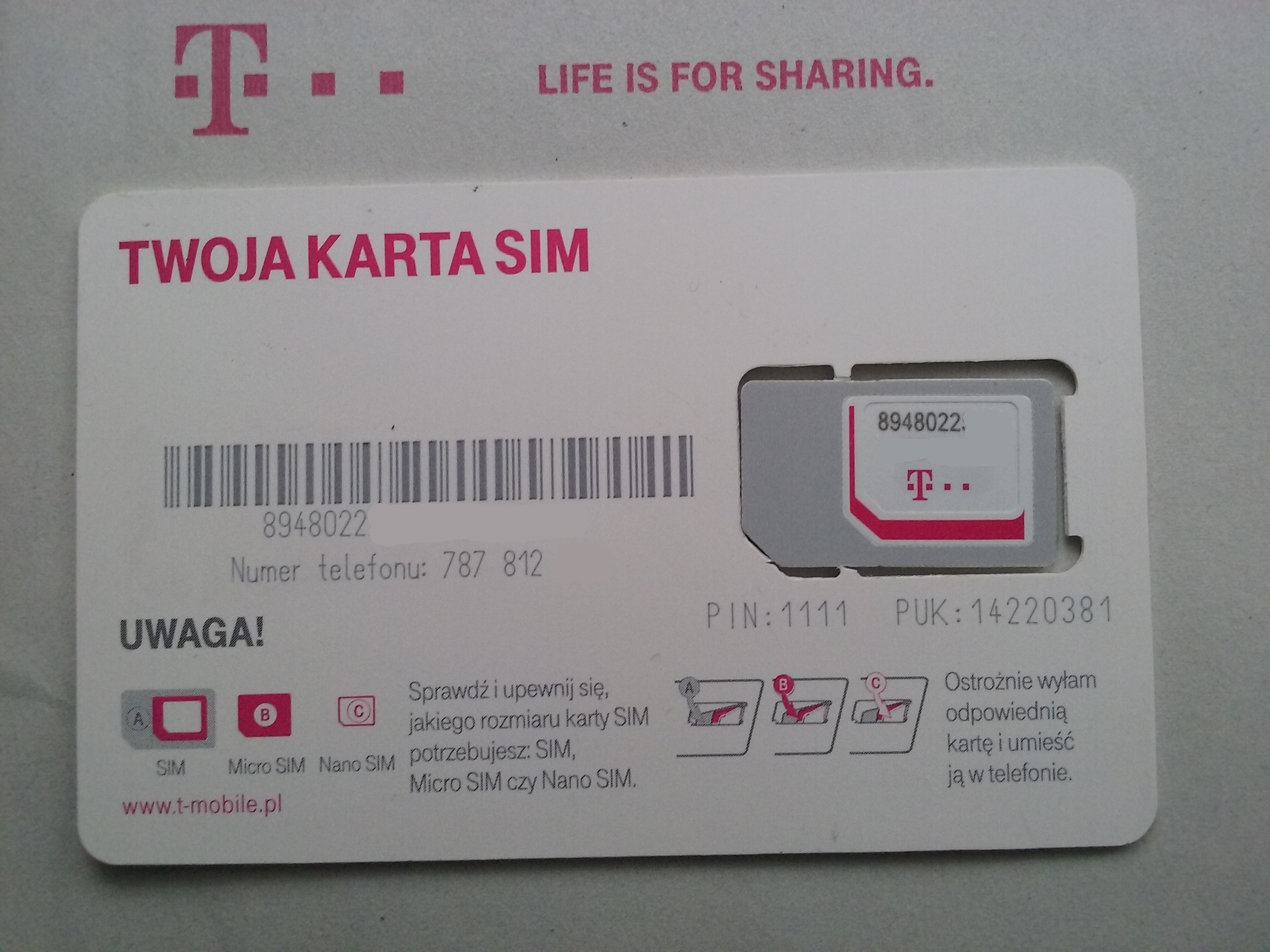
Karta SIM T–Mobile w Polsce (rewers)

T-Mobile Polska S.A. (dawniej: Polska Telefonia Cyfrowa) – operator sieci telefonii komórkowej GSM 900, LTE 800/900/1800/2100/2600 oraz 5G 700/2100/3500.  Dzięki rozpoczętej w 2014 roku integracji z GTS Poland może oferować, oprócz usług mobilnych i stacjonarnych, także zakres usług ICT. Tym samym z operatora mobilnego, T-Mobile Polska stał się operatorem zintegrowanym.
T-Mobile Polska w 2015 roku po raz 6 został uhonorowany certyfikatem Top Employers. Firma zatrudnia około 4400 osób.
Współzałożycielem oraz właścicielem T-Mobile jest globalny koncern telekomunikacyjny Grupa Deutsche Telekom (DT), do którego należą m.in. T-Mobile i T-Systems. Grupa zatrudnia globalnie prawie 230 tysięcy pracowników i prowadzi działalność w 50 krajach na świecie, obsługując blisko 200 mln klientów. Deutsche Telekom jest największym operatorem telekomunikacyjnym w Unii Europejskiej. Posiada ponad 151 mln klientów telefonii komórkowej, ponad 30 mln klientów telefonii stacjonarnej oraz ponad 17 mln użytkowników stacjonarnego Internetu szerokopasmowego.

## Kalendarium

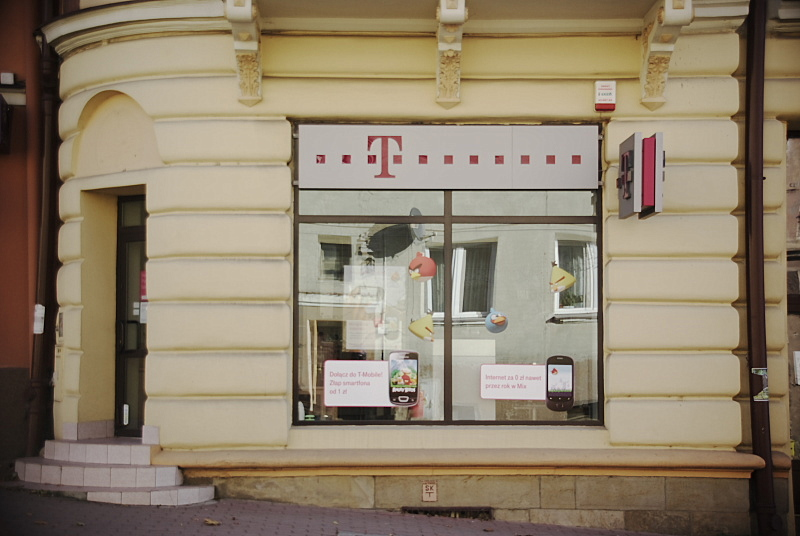
Salon w Sanoku

- 27 grudnia 1995 roku zarejestrowano spółkę pod nazwą Polska Telefonia Cyfrowa Sp. z o.o.[4]
- 26 lutego 1996 roku spółka otrzymała ogólnopolską koncesję na świadczenie usług telekomunikacyjnych w standardzie GSM 900[5]
- 16 września 1996 roku – komercyjne uruchomienie sieci GSM 900 o nazwie handlowej Era GSM[6].
- w czerwcu 1998 Era wprowadza na rynek markę prepaid pod nazwą Tak Tak[5]
- sierpień 1999 roku – PTC uzyskała koncesję na GSM 1800[7]
- w maju 2000 Era wprowadza do swojej oferty transmisję danych GPRS[potrzebny przypis]
- w grudniu 2000 roku spółka otrzymała koncesję na UMTS[8]
- 2001 – modyfikacja nazwy sieci; nowa nazwa – Era[9]
- marzec 2004 – PTC wprowadza na rynek Heyah – markę przedpłaconą (prepaid) skierowaną do młodych klientów[10]
- w listopadzie 2005 – PTC przekracza, jako pierwszy operator w Polsce, 10 mln klientów[11]
- 5 czerwca 2011 – PTC po 15 latach zmienia nazwę handlową swojej sieci z Era na międzynarodową markę jedynego udziałowca PTC (Deutsche Telekom) – markę T-Mobile[12].
- 21 lipca 2011 - Powstał NetWorkS! - Polska Telefonia Cyfrowa SA połączyła swoją sieć dostępową z Polską Telefonią Komórkową „Centertel” (operator sieci Orange Polska) od tego czasu T-Mobile Polska i Orange Polska wzajemnie udostępniają sobie stacje bazowe, a ich radiowa sieć dostępowa staje się wspólna [13] .
- 21 lipca 2011 – Polska Telefonia Cyfrowa została sponsorem tytularnym piłkarskiej ekstraklasy – T-Mobile Ekstraklasa[14]. Była nim do końca sezonu 2014/2015[15].
- 1 sierpnia 2011 – Nastąpiła zmiana formy prawnej spółki ze spółki z ograniczoną odpowiedzialnością na spółkę akcyjną[16]
- 27 maja 2013 – Nastąpiła zmiana nazwy spółki z Polska Telefonia Cyfrowa SA na T-Mobile Polska SA[17].
- 8 grudnia 2018 - NetWorkS! uruchamia pierwszą stacje bazową 5G w paśmie 2100MHz dostępną dla klientów T-Mobile Polska SA
- 4 lipca 2022 – start nowej telewizji o nazwie „T-Mobile Magenta TV”[18].
- 30 kwietnia 2023 - T-Mobile Polska zakończył proces wyłączania 3G, pasmo wykorzystywane dotychczas przez 3G zostało przeznaczone na potrzeby LTE w paśmie 900MHz
- 19 stycznia 2024 - NetWorkS! uruchamia pierwszą stację bazową 5G Bardziej w paśmie 3500MHz dostępną dla klientów T-Mobile Polska SA. Dzięki sieci 5G Bardziej możliwe jest uzyskanie prędkości Internetu przekraczającej 1Gb/s [19] .

## Usługi

### Cyfrowa telefonia komórkowa
T-Mobile Polska obejmuje niemal 100% populacji Polski zasięgiem sieci 3G, a w czerwcu 2015 roku obejmował ponad 75% populacji zasięgiem mobilnego dostępu do Internetu w technologii 4G LTE.

### Światłowód
Pod koniec czerwca 2019 roku sieć poinformowała o uruchomieniu usługi telewizji i internetu dostarczanej za pomocą światłowodu obejmującej 30% mieszkańców Polski.

### T-Mobile Magenta TV
4 lipca 2022 roku uruchomiono nową telewizję o nazwie T-Mobile Magenta TV, gdzie początkowo zawierał 130 kanałów TV. Jesienią 2022 roku (tj. 22 września 2022 roku) dołączono także pakiet Canal+ (Canal+ Premium, Canal+ 1, Canal+ Film, Canal+ Family, Canal+ Seriale, Canal+ Dokument, Canal+ Sport, Canal+ Sport 2, Canal+ Sport 3, Canal+ Sport 4 i Canal+ Now), 21 czerwca 2023 roku – TVS, Romance TV, History, Motowizja, Active Family, Fashion TV UHD, Travelxp 4K, Music Box Polska, Mezzo, History2, CI Polsat i Love Nature, 29 sierpnia 2023 – Duck TV, Cartoonito, Cartoon Network, CNN, Warner TV, AMC i Stars TV, 9 listopada 2023 – TVP HD, TVP Seriale, TVP Nauka, Alfa TVP, Polsat Viasat Explore, Polsat Viasat History, Polsat Viasat Nature, Epic Drama, Museum 4K i MyZen 4K, a 31 grudnia 2023 – CTV – Dla Ciebie. 10 stycznia 2024 roku dołączono Polsat News Polityka, 18 stycznia 2024 – AXN, AXN Black, AXN White i AXN Spin, 11 września 2024 – TV Republika i TV Republika Plus, 30 września 2024 – Tele 5, P1, TVC, TVC Super, Antena HD, ViDoc TV, Red Carpet, Top Kids, Junior Music, Junior Channel, Xtreme TV, Golf Zone, Adventure, Home TV, Pogoda24.tv, Power TV, Nuta.TV, Nuta Gold, Szlagier TV, 4fun.TV, 4fun Dance, 4fun Kids, Kabaret TV i TBN Polska, zaś 12 grudnia 2024 – FilMax 4K, Ultra TV 4K i ViDoc TV 4K. 5 maja 2025 roku dołączono kanały Viasat True Crime, Baby TV, Film Cafe, CBS Reality, Extreme Channel, Polsat JimJam, Sundance TV, 13 Ulica, SciFi, E! Entertainment, Cinemax, Cinemax 2, NickMusic, MTV 80s, MTV 00s, MTV Live, MTV Hits, SportKlub, FightKlub, TV Okazje, TV Trwam, wPolsce24, Polsat Film 2, Polsat X i Polsat Reality.

### Dla biznesu
W czerwcu 2014 roku GTS Central Europe formalnie dołączył do Grupy Deutsche Telekom. W związku z tym spółki GTS Poland oraz T-Mobile Polska rozpoczęły proces integracji, którego celem było połączenie technologii oraz infrastruktury telekomunikacyjnej. Od 15 stycznia 2015 roku obie spółki oferowały swoje usługi pod marką T-Mobile. Na początku kwietnia 2015 roku, spółka GTS Poland została formalnie przekształcona w T-Mobile Poland. Proces integracji firm T-Mobile Poland (wydzielonej z GTS Poland) oraz T-Mobile Polska zakończył się w czerwcu 2015 roku, i działalność prowadzona jest wyłącznie przez T-Mobile Polska. Spółka z operatora mobilnego stała się operatorem zintegrowanym. Klienci biznesowi T-Mobile mogą korzystać z rozwiązań telekomunikacyjnych i informatycznych:
- w obszarze komunikacji stacjonarnej: z telefonii stacjonarnej realizowanej w dowolnej technologii, infolinii telefonicznych czy połączeń tele- lub wideokonferencyjnych, a także narzędzi zdalnej współpracy tzw. Unified Communications;
- w obszarze sieci teleinformatycznych, z rozwiązań i technologii do budowania prywatnych, rozległych sieci firmowych (VPN);
- w obszarze rozwiązań umożliwiających przechowywanie i przetwarzanie danych T-Mobile posiada dostępne na rynku usługi, tj. przestrzeń w centrum danych dla kolokacji serwerów lub serwerów dedykowanych, usługi backupu, storage’u czy rozwiązań w chmurze (w modelu IaaS);
- w obszarze dostępu do Internetu, klienci mogą korzystać ze stałych łączy symetrycznych, a inni operatorzy telekomunikacyjni także z usługi IP Transit;
- usługi mobilne: telefoniczne i transmisji danych.

## Marki
- T-Mobile – usługi postpaid

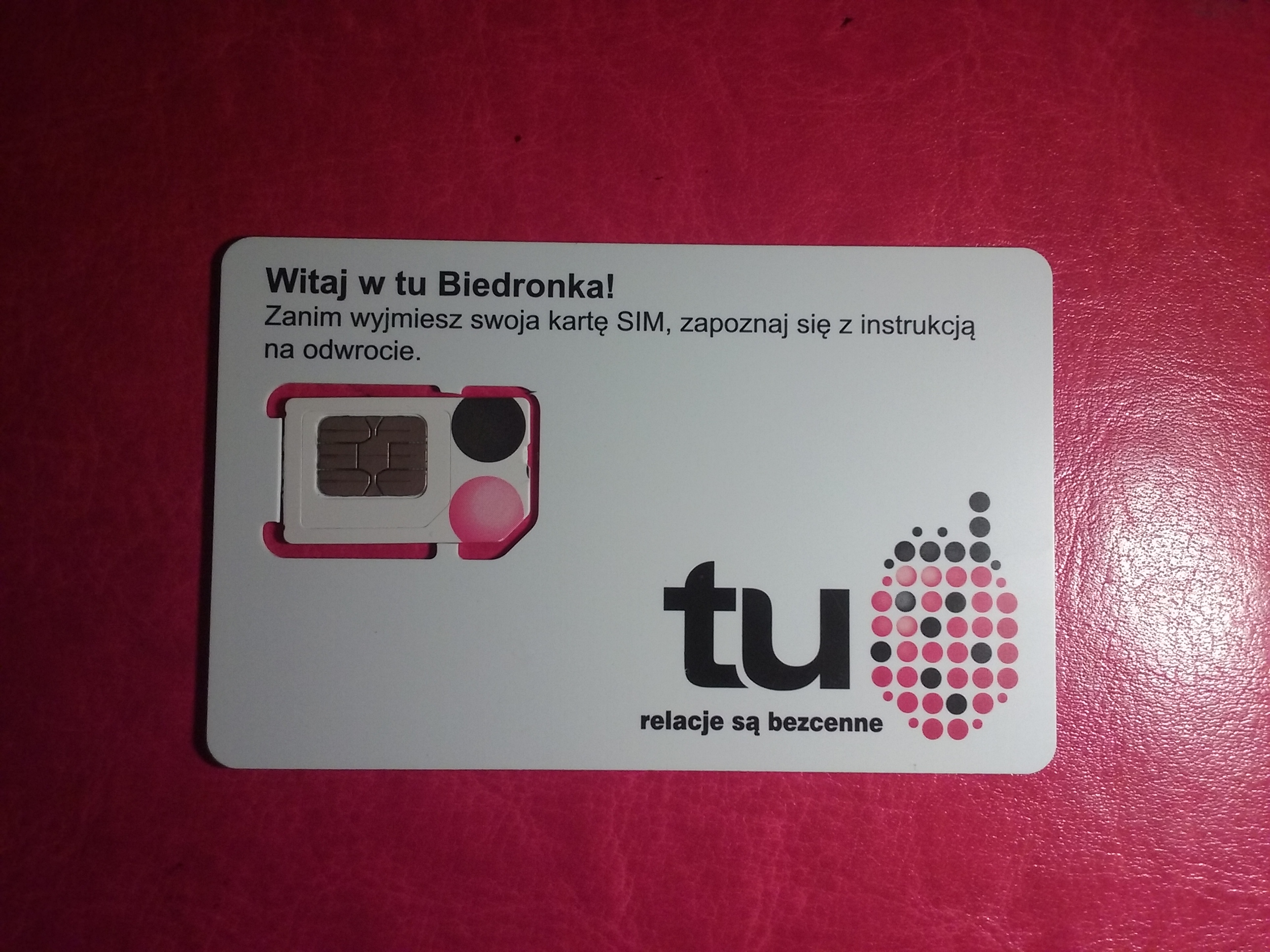
Karta SIM tuBiedronka

- T-Mobile na kartę – marka prepaid (dawniej T-Mobile Tak Tak)
- Blueconnect – marka internetu mobilnego
- Heyah – marka prepaid (od 2004)
- tuBiedronka – marka prepaid (od 2009)
- MTV Mobile – marka prepaid (2012–2014)
- Red Bull Mobile – marka postpaid (subskrypcja) (od 2023)[28]

## Krytyka i kary
W listopadzie 2010 spółka otrzymała od Urzędu Ochrony Konkurencji i Konsumentów rekordową karę w wysokości ponad 123 milionów zł za brak współdziałania w toku kontroli z przeszukaniem.
W latach 2016–2020 spółka zapłaciła w Polsce podatek dochodowy od osób prawnych w wysokości zaledwie 30 801 zł.

## Certyfikaty
- Top Employers[2]
- ISO 27001 w zakresie zarządzania bezpieczeństwem informacji
- MEF 9 i MEF 14